# Nicolás Quenta
Nicolás Quenta Ticona (Santiago de Huata, Bolivia; 20 de marzo de 1958) es un ingeniero, catedrático y político boliviano. Fue el Prefecto del Departamento de La Paz desde el 28 de octubre de 2003 hasta el 31 de agosto de 2005 durante los gobiernos de los presidentes Carlos Mesa Gisbert y Eduardo Rodríguez Veltzé.
Nicolás Quenta nació en la localidad de Santiago de Huata el 20 de marzo de 1958. Ingresó a estudiar la carrera de ingeniería en la Universidad Mayor de San Andrés (UMSA), titulándose como ingeniero de profesión el año 1992. Durante su vida laboral trabajó como catedrárico en varias universidades de la ciudad de La Paz.
El 28 de octubre de 2003, el Presidente de Bolivia Carlos Mesa Gisbert mediante decreto presidencial 27222 nombró a Nicolás Quenta como el nuevo prefecto del Departamento de La Paz.